# Tulpės sanatorija
VšĮ Tulpės sanatorija ist das älteste Sanatorium in Litauen. Es wurde 1927 als erste Schlamm-Heilstätte vom litauischen Rotem Kreuz gegründet und befindet sich in der südlitauischen Balneologie-Kurortstadt Birštonas, am rechten Ufer des Nemunas.  Nach der Rechtsform ist es eine öffentliche Anstalt. Der Träger ist die Gemeinde Birštonas.
Im Februar 2025 beschäftigte das Sanatorium 111 Mitarbeiter.

## Hauptgebäude

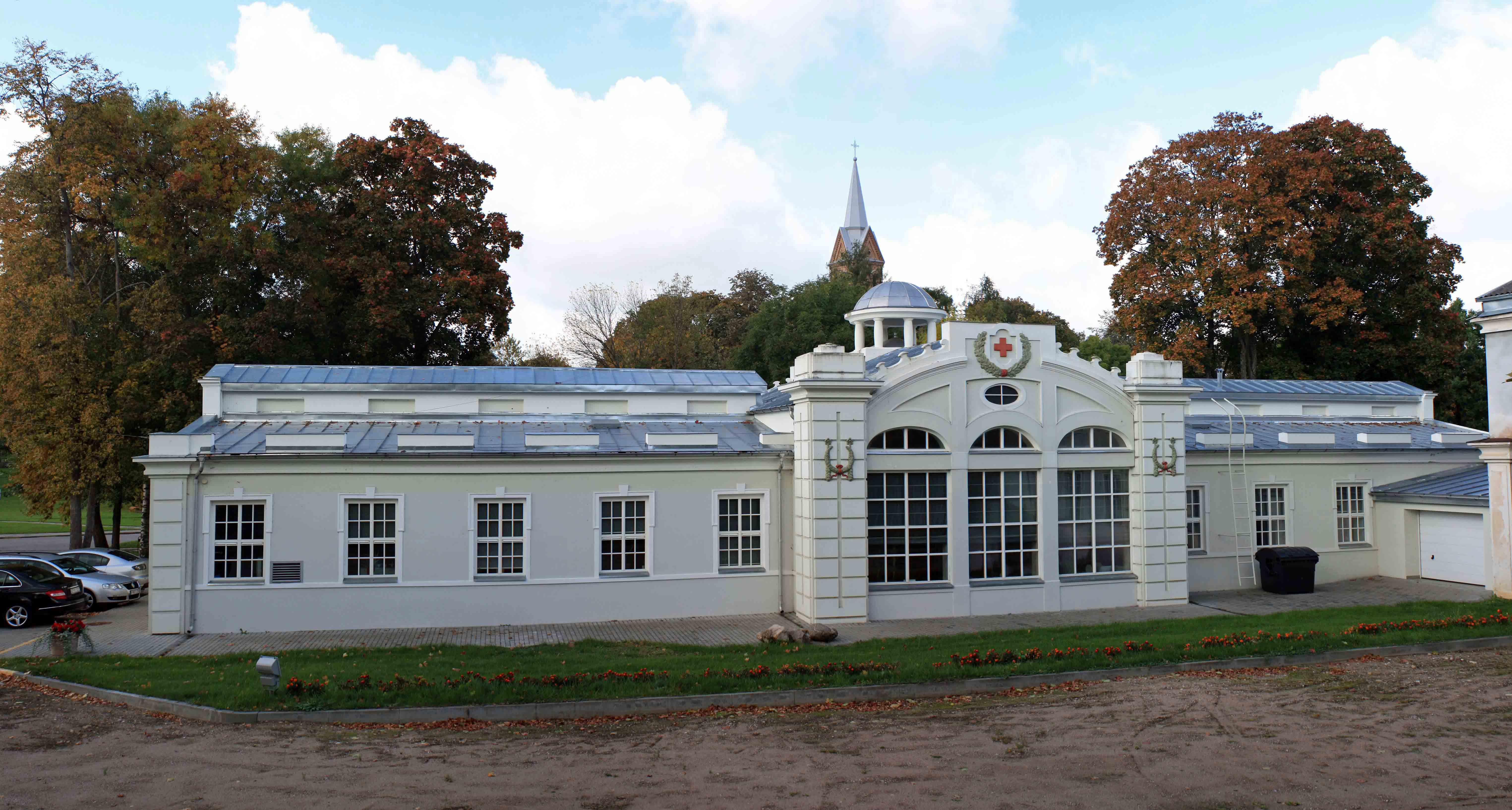
Hauptgebäude

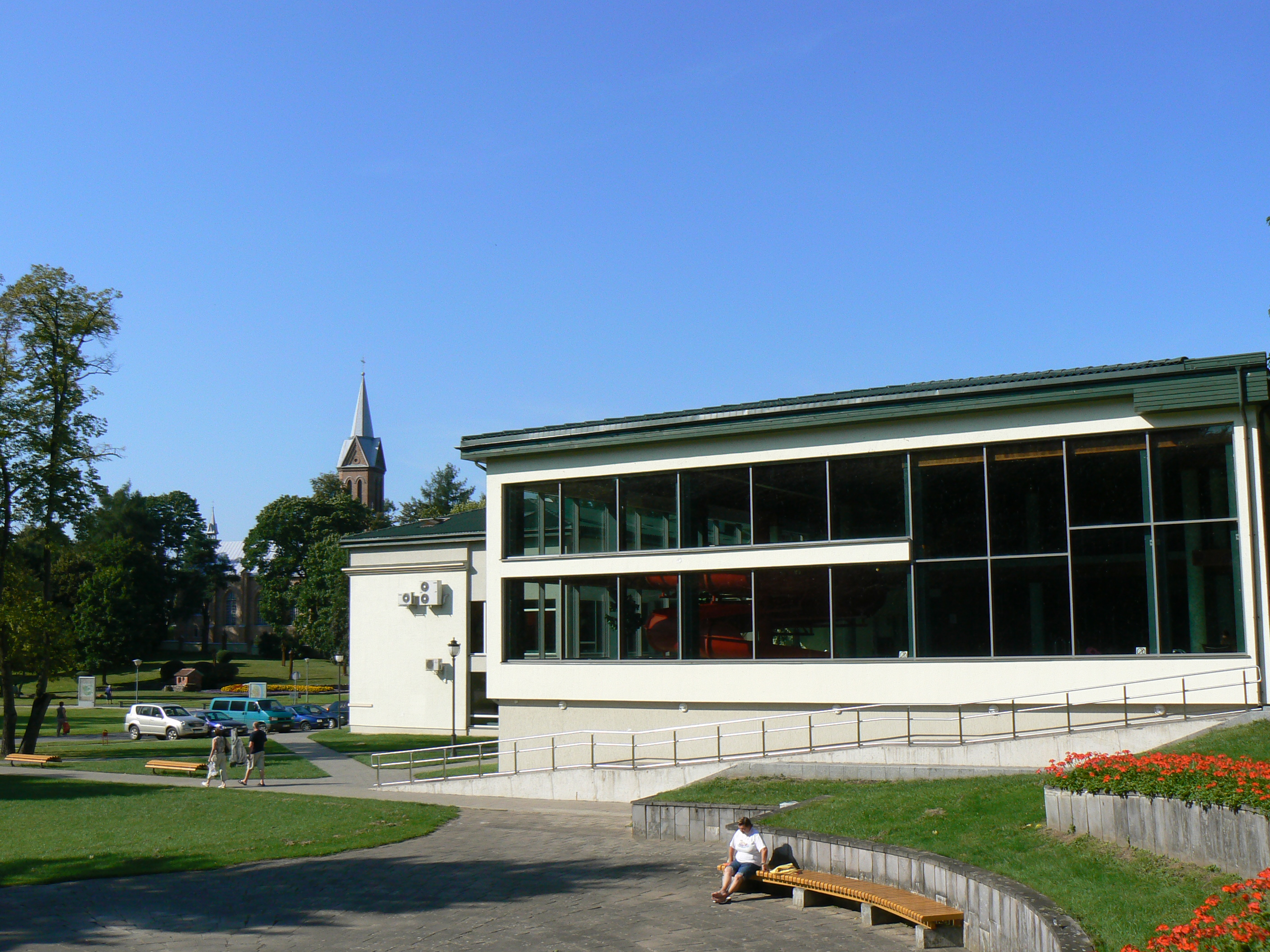
Heilstätte

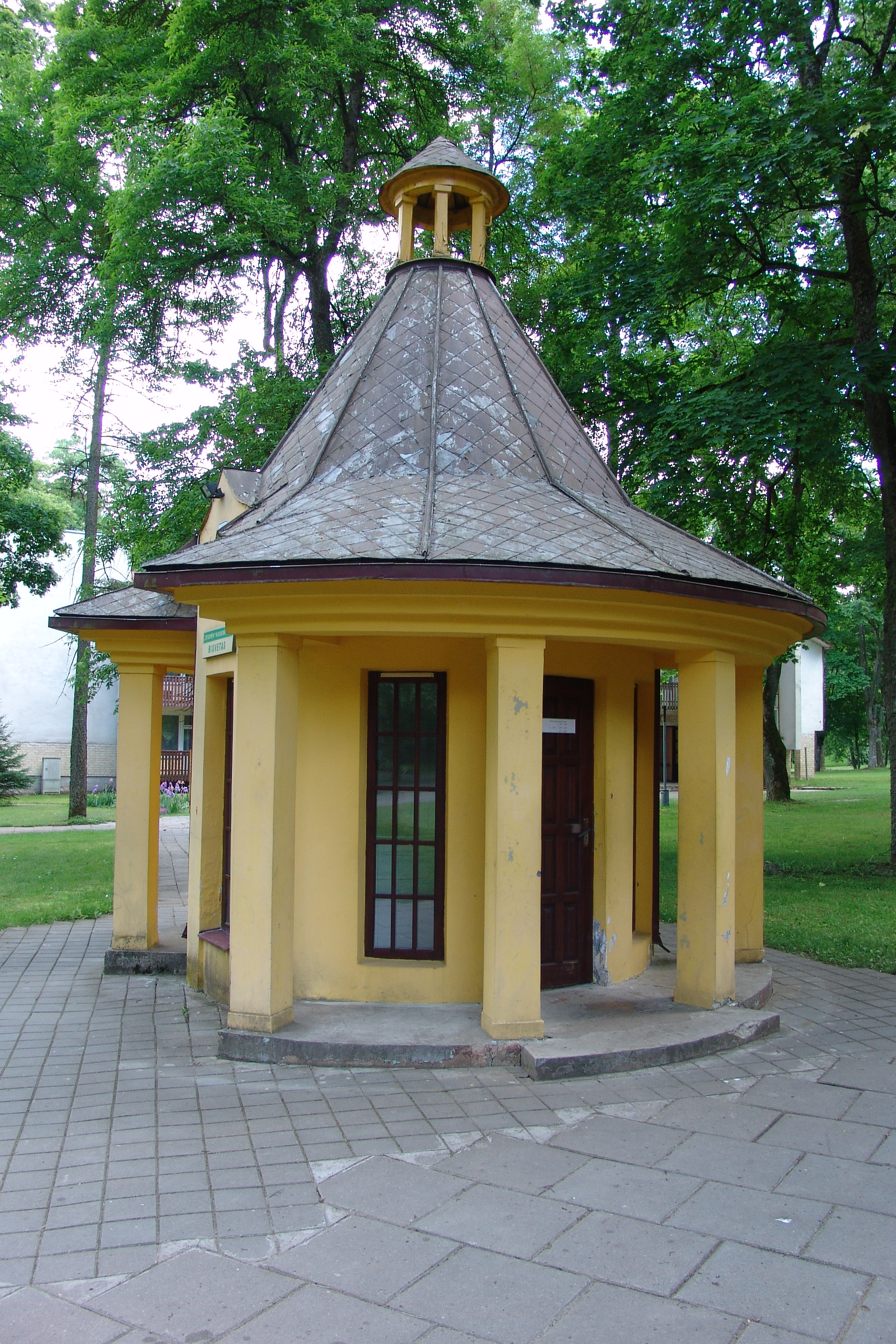
Heilquelle

Das Gebäude des Priestersanatoriums „Tulpė“ der  Diözese Kaišiadorys wurde  im Stil des modernisierten Historismus gebaut und stammt aus dem Jahr 1937. Es gilt als eines der wichtigsten Beispiele für die Mauerwerk-Architektur der Zwischenkriegszeit in Litauen. Das Gebäude spiegelt den Einfluss der Studien in Rom  von Vytautas Landsbergis-Žemkalnis, des berühmtesten litauischen Architekten der Zwischenkriegszeit, wider: Das langgestreckte Volumen des Gebäudes, die Verwendung eines Flachdachs, ein massives Gesims und Loggien „zitieren“ die italienische Villenarchitektur. Im Fall des Priestersanatoriums „Tulpė“ verband der Entwurf des modernistischen Architekten modernes Denken mit einer ausgeprägten Verwendung klassischer Formen.
Am 10. Oktober 2006 wurde das Verwaltungsgebäude des Gebäudekomplexes des Tulpė-Sanatoriums in das litauische Register für Kulturgüter unter Nummer 30783 eingetragen.

## Trinkpavillon
Im 3. oder 4. Jahrzehnt des 20. Jahrhunderts wurde im Gebäudekomplex des Tulpė-Sanatoriums ein Trinkpavillon zum Trinken von Mineralwasser errichtet. Seine Konstruktion ist aus Holzstämmen gefertigt. Die Giebel der Fassaden sind mit Schnitzereien verziert.  Am 10. Oktober 2006 wurde das Verwaltungsgebäude des Gebäudekomplexes des Sanatoriums Birštonas in das litauische Register für Kulturgüter unter Nummer 30784  eingetragen.

## Kur
Das Sanatorium ist auf Behandlung, Gesundheitsförderung, medizinische Rehabilitation und SPA spezialisiert. Bei der Behandlung werden natürliche Heilfaktoren (hochmineralisiertes Mineralwasser aus eigener Quelle, Heilschlamm, Elektrobehandlung, Klimatherapie, Licht, Bewegungstherapie) eingesetzt. Das hochmineralisierte Bromid-Chlorid-Mineralwasser „Vaidilutė“ hat eine Mineralisierung von 32–35 g/l.
Hier werden jährlich die Gesundheitslager sowie Gesundheitscamps für Sozialpartner organisiert, darunter für den Litauischen Verband der Menschen mit Hämophilie, die Litauische Gesellschaft der Blinden und Sehbehinderten, die Studierenden der Universität des dritten Lebensalters und die Litauische Gesellschaft für Senioren.
Die Abteilung für Physikalische Medizinische Rehabilitation besteht aus 3 Unterabteilungen (Erkrankungen des Verdauungssystems, Erkrankungen des Bewegungsapparats und gynäkologische Erkrankungen) und ist mit 11 Ärzten besetzt (davon 4 Fachärzte für Physikalische und Rehabilitative Medizin).

## Statistik
Im Jahr 2022 versorgte das Sanatorium 1337 Patienten, deren medizinische Rehabilitation von der litauischen gesetzlichen Krankenversicherung finanziert wurde, sowie 11.920 private Patienten, die die Behandlung selbst zahlten. Insgesamt wurden 44.161 Gesundheitsdienstleistungen erbracht. 2417 Gäste nutzten zudem die Unterbringungsleistungen. Im Jahr 2022 wurden 337 ausländische Gäste behandelt (64 % davon aus Lettland, gefolgt von Deutschland, Israel, Ukraine, Estland und Russland). Die durchschnittliche Aufenthaltsdauer von Ausländern beträgt 5,54 Bettentage.

## Geschichte
Die ersten litauischen Sanatorien  wurden im Jahr 1921  in Birštonas und Palanga eingerichtet.
Das Hauptgebäude des Sanatoriums wurde 1927 erbaut und die Schlammbäder eingerichtet. Der Träger war das litauische Rote Kreuz. Das heutige Gebäude des Priestersanatoriums „Tulpė“ der Diözese Kaišiadorys  stammt aus dem Jahr 1937.
1959 wurden die Schlammbäder und das 1. Sanatorium von Birštonas im damaligen Sowjetlitauen  zusammengelegt.
2007 wurde neben den alten Kurgebäuden ein moderner Wasserheilbadkomplex eröffnet, der verschiedene Wasserbehandlung anbietet.
Am 17. April 2013 wurde im Sanatorium das Rehabilitationszentrum für erwachsene Hämophilie-Patienten eröffnet, das sich auf die Behandlung dieser genetischen Krankheit spezialisiert. Das Projekt und die Ausbildung von entsprechenden Fachkräften wurden aus privaten ausländischen Mitteln finanziert. In diesem Zusammenhang wurden angepasste Räume für Physiotherapie, Krankengymnastik und andere spezifische Anwendungen eingerichtet. Das Rehabilitationsteam besteht aus Therapeuten, Krankengymnasten, Physiotherapeuten, Krankenschwestern, und Psychologen, beraten von Hämatologen, Orthopäden, Zahnärzten und Gastroenterologen.